# Cârcea
Cârcea es una comuna ubicada en el distrito de Dolj, Rumania.

## Superficie
Posee una superficie de 32,70 kilómetros cuadrados.

## Demografía
Hasta 2021 la población era de 4644 habitantes, con una densidad de población de 142,0 habitantes por kilómetro cuadrado.